# Louis Bols

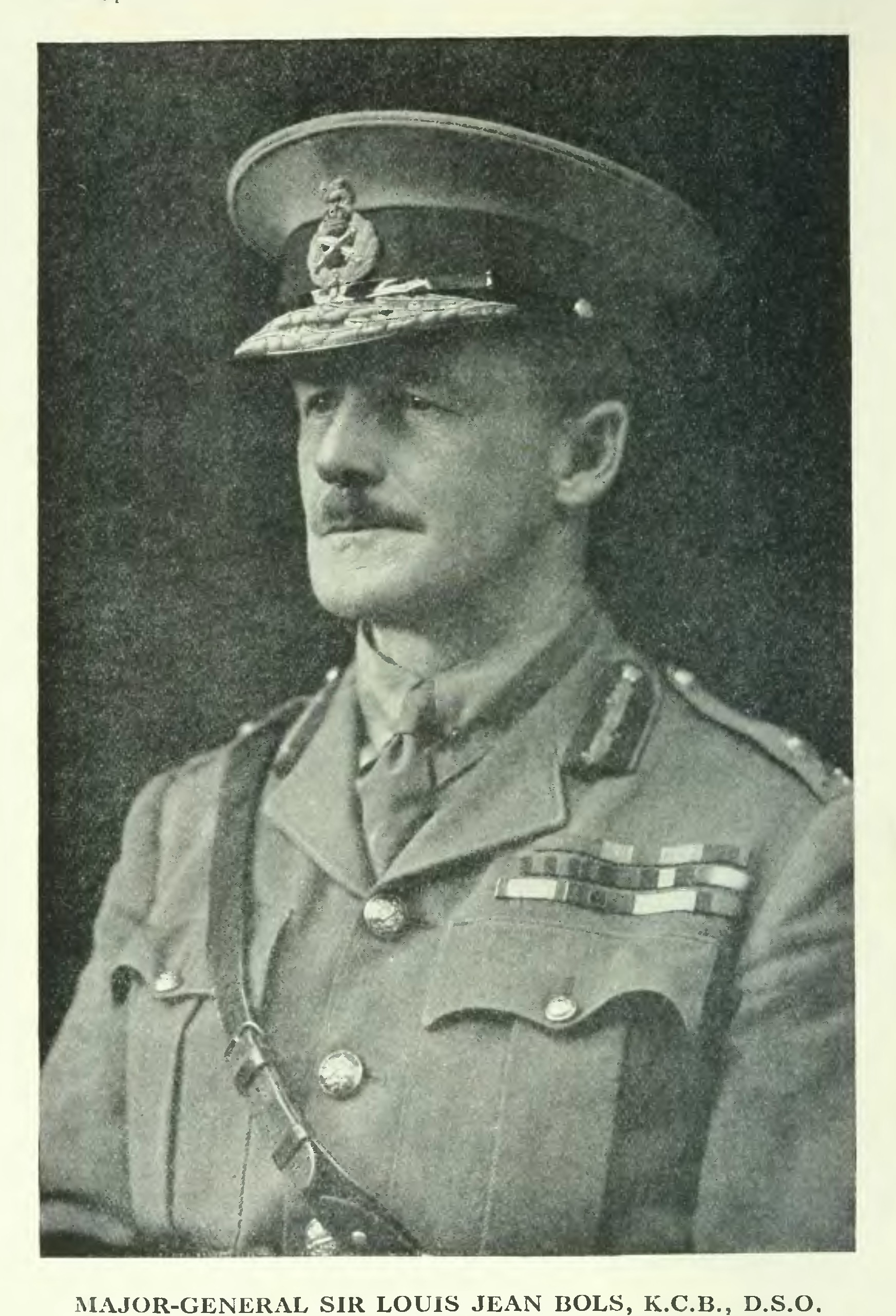
Generalmajor Sir Louis Bols

Sir Louis Jean Bols, KCB, KCMG, DSO (* 23. November 1867 in Kapstadt, Kapkolonie; † 13. September 1930 in Bath, Somerset, England) war ein britischer Offizier der British Army, der zuletzt als Generalleutnant von 1927 bis zu seinem Tode 1930 Gouverneur von Bermuda war.

## Leben

### Offiziersausbildung und Zeit bis zum Ersten Weltkrieg
Louis Jean Bols, Sohn von L. G. Bols, besuchte das Lancing College sowie die Bishop’s College School in Sherbrooke und trat am 5. Februar 1887 als Leutnant (Second Lieutenant) in das Linieninfanterieregiment Devonshire Regiment ein. Nach Einsätzen zwischen 1891 und 1892 im Kachin-Staat in Burma sowie 1895 beim Befreiungsfeldzug von Generalmajor Robert Cunliffe Low im Fürstenstaat Chitral in Britisch-Indien wurde er am 18. Januar 1897 zum Hauptmann (Captain) befördert. Er wurde am 17. Februar 1899 Adjutant des Devonshire Regiment und nahm zwischen 1899 und 1902 während des Zweiten Burenkrieges unter anderem an der Schlacht von Colenso (15. Dezember 1899) teil. Für seine Verdienste während des Zweiten Burenkrieges wurde er am 27. September 1901 Companion des Distinguished Service Order (DSO).
Nach seiner Rückkehr begann Bols eine Ausbildung am Staff College Camberley und wurde noch während des dortigen Studiums am 22. Januar 1903 zum Stabsdienst abgeordnet. Nachdem er überplanmäßig als Hauptmann im Devonshire Regiment Dienst versah, wurde er am 1. Januar 1905 dort Hauptmann. Bereits am 1. Februar 1905 wurde er wieder zum Stabsdienst abgeordnet und übernahm zugleich den Posten als Kommandeur einer Kadettenkompanie (Commander of a Company of Gentlemen Cadets) am Royal Military College Sandhurst. Am 2. Oktober 1906 erfolgte seine Beförderung zum Major. Er verließ am 28. Januar 1907 das Royal Military College Sandhurst und übernahm den Posten eines Brigade Major.
Louis Bols kehrte am 12. April 1910 wieder in den Stabsdienst zurück und wurde mit dem vorübergehenden Dienstrang eines Oberstleutnant (Temporary Lieutenant-Colonel) Stellvertretender Assistierender Generalquartiermeister (Deputy Assistant Quartermaster-General) des Staff College Camberley. In dieser Verwendung erhielt er am 21. Februar 1912 den Brevet-Rang eines Oberstleutnant (Brevet Lieutenant-Colonel) und wechselte drei Tage als Generalstabsoffizier Zweiten Grades in den Imperialen Generalstab (Imperial General Staff).

### Erster Weltkrieg

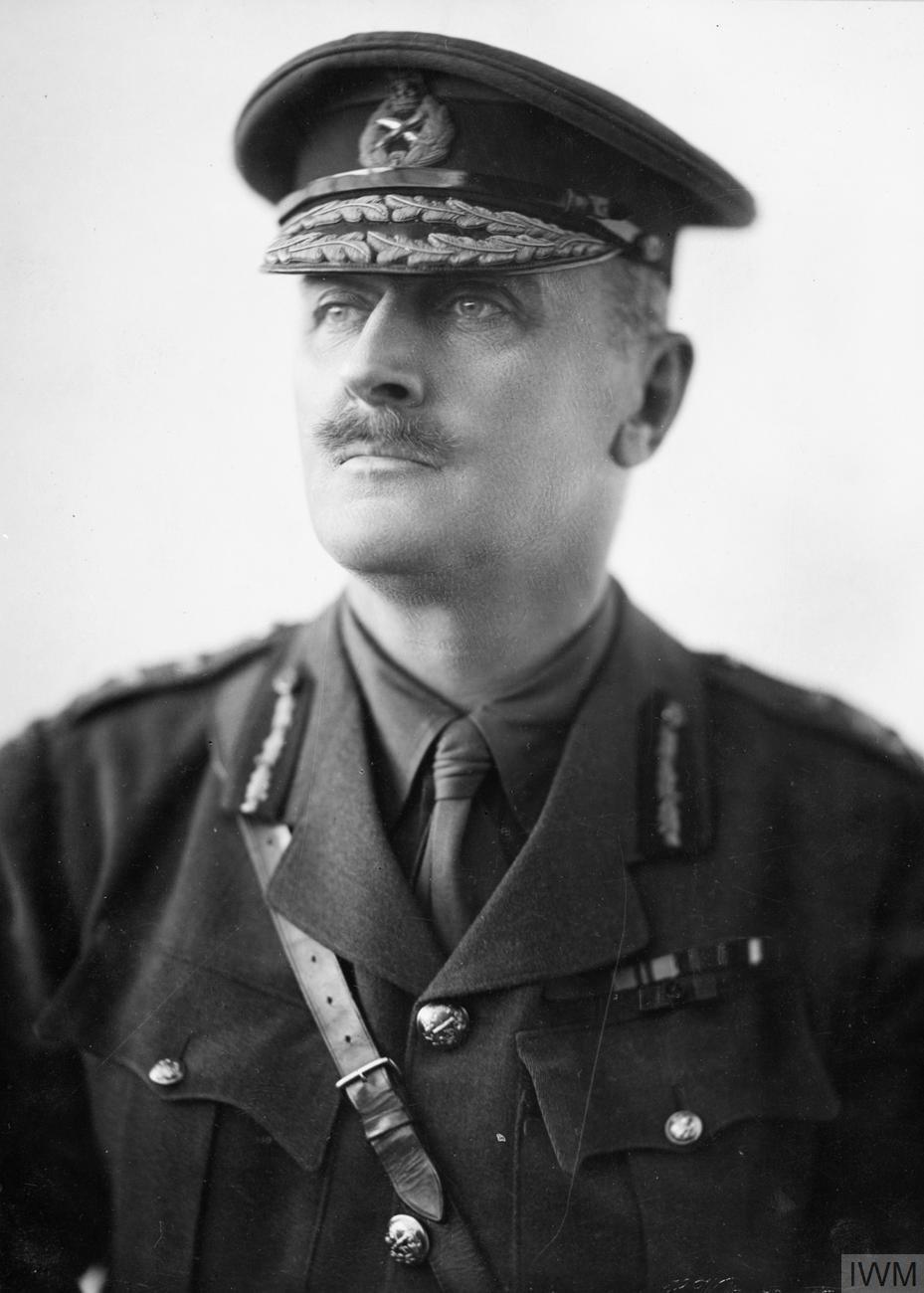
Bols war zwischen 1916 und 1918 Chef des Stabes von General Edmund Allenby, 1. Viscount Allenby, dem Oberkommandierenden der Dritten Armee (Third Army) sowie danach der EEF..

Wenige Monate vor Ausbruch des Ersten Weltkrieges wurde Louis Bols am 19. Februar 1914 unter gleichzeitiger Beförderung zum Oberstleutnant (Lieutenant-Colonel) vom Devonshire Regiment als Kommandeur zum Linieninfanterieregiment Dorsetshire Regiment versetzt. Zu Beginn des Ersten Weltkrieges kam er an der Westfront zum Einsatz. Am 24. Februar 1915 wurde er unter gleichzeitiger Verleihung des vorübergehenden Dienstgrades eines Brigadegenerals (Temporary Brigadier-General) Kommandeur der 84th Brigade und behielt diesen Posten bis zum 8. September 1915. Für seine Verdienste wurde er am 2. März 1915 Companion des Order of the Bath (CB) und nahm in der Folgezeit als Brigadekommandeur an der Zweiten Flandernschlacht (22. April bis 25. Mai 1915) teil. Am 8. September 1915 wurde er unter Verleihung des Brevet-Rangs eines Obersts (Brevet Colonel) als Brigadier-General in Chef des Generalstabes der von General Edmund Allenby kommandierten Dritten Armee (Third Army) versetzt, wo ihm am 21. Oktober 1915 auch der vorübergehende Dienstgrad eines Generalmajors (Temporary Major-General) verliehen wurde. Am 12. August 1916 erhielt er den russischen Orden des Heiligen Wladimir Vierter Klasse mit Schwertern und wurde zudem am 9. November 1916 Kommandeur der französischen Ehrenlegion.
Als Bols im Juni 1917 General Allenby als Chef des Stabes der Egyptian Expeditionary Force (EEF) an die Palästinafront begleitete, zeigte er sein profundes Wissen über den Umgang mit Truppen, ihre Grenzen und ihren geschickten Einsatz, die es ihm ermöglichten, eine der brillantesten Heldentaten des Krieges zu vollbringen: die Einnahme von Jerusalem (9. Dezember 1917) und die endgültige Niederlage der Osmanischen Armee in Syrien. Er wurde für seinen Einsatz im Ersten Weltkrieg zwölf Mal im Kriegsbericht erwähnt (Mentioned in dispatches) und wurde am 11. Januar 1918 zum Knight Commander des Order of St Michael and St George (KCMG) geschlagen, so dass er fortan den Namenszusatz „Sir“ führte. Am 1. Januar 1919 wurde er zudem zum Knight Commander des militärischen Zweiges des Order of the Bath (KCB (Mil)) geschlagen.

### Zwischenkriegszeit und Gouverneur von Bermuda (1927 bis 1930)

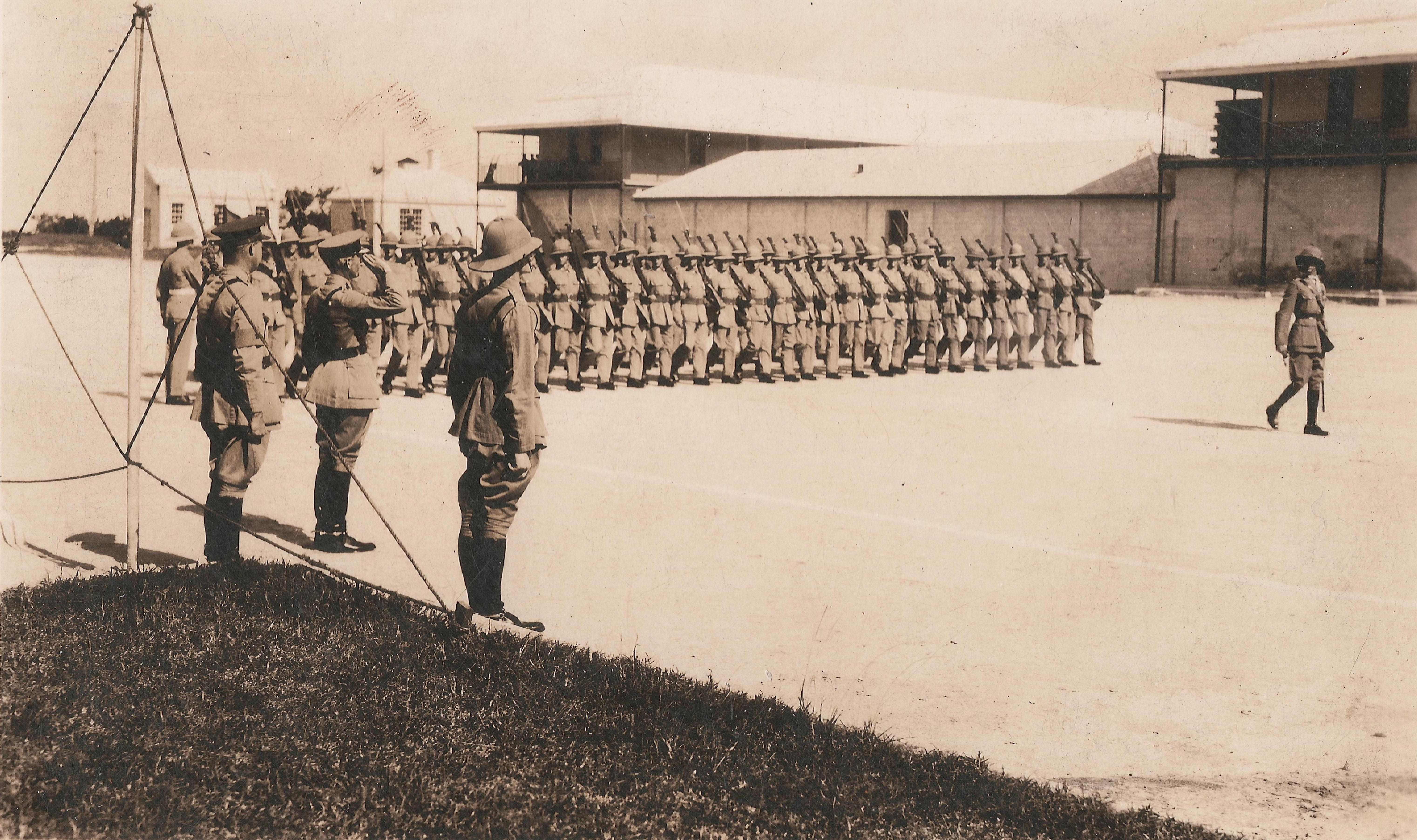
Sir Louis Bols als Gouverneur von Bermuda bei der Abnahme einer Parada (1930).

Generalmajor Sir Louis Bols nahm zwischen Januar und März 1919 an der Friedenskonferenz in Paris teil und wurde am 24. Oktober 1919 Großkommandeur des griechischen Erlöser-Ordens. Ende 1919 kehrte er nach Palästina zurück. Am 1. Januar 1920 übernahm er von Generalmajor Sir Harry Davis Watson den Posten als Militärischer Chefadministrator des von britischen Truppen besetzten Palästina. Trotz großer Hoffnungen auf das, was er erreichen könnte, fühlte er sich durch die zionistische Kommission, die er als eine „Verwaltung in der Verwaltung“ bezeichnete, behindert. Daraufhin übernahm am 1. Juli 1920 eine Zivilverwaltung unter der Führung von Herbert Samuel als Hochkommissar für Palästina die Verwaltung von Bols. Für seine dortigen Verdienste erhielt er am 8. März 1920 den jordanischen Orden Wisam al-Nahda Zweiter Klasse.
Nach seiner Rückkehr wurde Generalmajor Bols im September 1920 Nachfolger von Generalmajor Sir Charles Patrick Amyatt Hull als Kommandeur der 43rd (Wessex) Infantry Division und verblieb auf diesem Posten bis September 1924, woraufhin Generalmajor Sir Edward Northey ihn ablöste. Er wurde am 21. Januar 1921 auch Großoffizier des japanischen Ordens der Aufgehenden Sonne Daneben fungierte er zwischen 1921 und dem 7. Juni 1924 zudem als Ehrenoberst des Devonshire Regiment sowie des 12th (County of London) Battalion, London Regiment (The Rangers).
Zuletzt wurde Sir Louis Bols als Generalleutnant (Lieutenant-General) am 5. April 1927 Gouverneur von Bermuda sowie Oberkommandierenden der dortigen britischen Truppen (Governor and Commander-in-Chief of Bermuda) ernannt und bekleidete dieses Amt als Nachfolger von General Sir John Asser von August 1927 bis zu seinem Tode am 13. September 1930, woraufhin General Sir Thomas Astley Cubitt seine Nachfolge antrat.
Aus seiner am 14. Oktober 1897 geschlossenen Ehe mit Augusta Blanche Strickland († 1949), Tochter von Hauptmann Walter Cecil Strickland und Mary Blanche James, gingen zwei Söhne hervor. Sein erster Sohn war Eric Bols (1904–1985), der als Generalmajor zwischen 1944 und 1946 sowie erneut von 1946 bis 1947 Kommandeur der 6. Luftlandedivision (6th Airborne Division) war. Sein zweiter Sohn Major Kenneth William Bols (1913–1944) fiel während des Zweiten Weltkrieges in Italien.